# Pogo (danza)

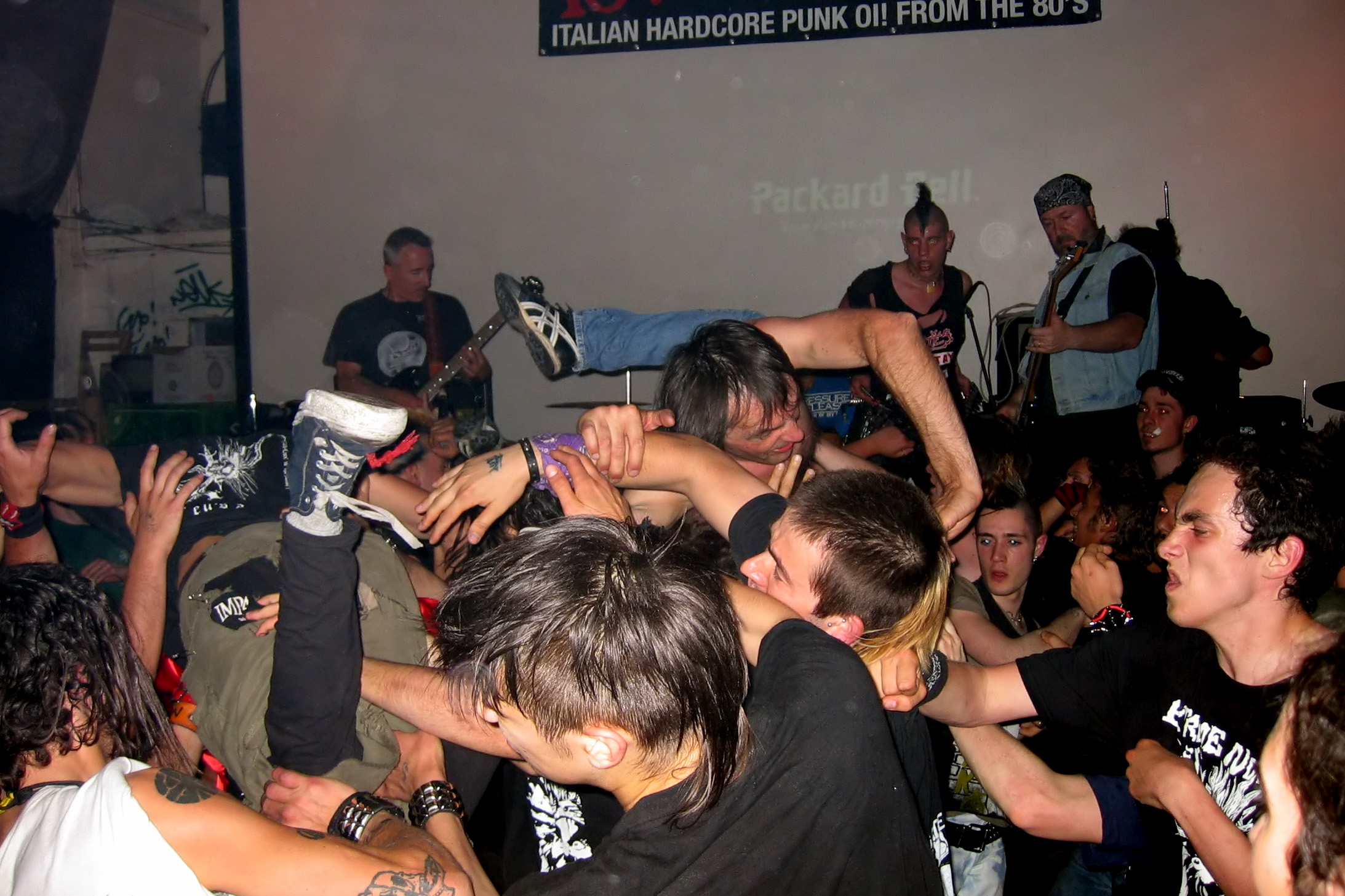
Pubblico mentre poga.

Il pogo indica un tipo di ballo collettivo che si pratica abitualmente durante i concerti metal, punk e hardcore, o rock in generale, caratterizzato dal saltellare animatamente su e giù e, spesso, anche con spallate casuali tra le persone sotto il palco.

## Storia
Il nome deriva dal gioco per saltellare, il pogo-stick, inventato nella sua forma moderna intorno al 1920. Il termine fu preso a prestito perché richiamava i movimenti simili a quelli utilizzati, come ballo collettivo, nei concerti punk rock inglesi a metà degli anni 1970.
Nel documentario The Filth and the Fury, il bassista dei Sex Pistols, Sid Vicious, sostenne di aver inventato il pogo intorno al 1976, all'alba della nascita della scena punk londinese. Sempre nella stessa pellicola, Shane MacGowan, leader dei Pogues e tra i primi seguaci della scena punk, conferma la cosa sostenendo che il poncho in pelle che Vicious indossava ai concerti punk gli impediva qualsiasi forma di ballo ed era costretto a scatenarsi semplicemente saltando su e giù.
Nato all'interno del movimento punk, successivamente la pratica del pogo si è diffusa anche in altri generi musicali, quali il metal.
Il pogo è considerato precursore e prima forma di moshing.

## Caratteristiche
In un primo momento il termine pogo stava semplicemente ad indicare l'azione di saltare rimanendo sul proprio posto durante i concerti. Questo significato iniziale si è poi evoluto fino ad esprimere un particolare comportamento del pubblico ai concerti, caratterizzato da una sorta di "tutti contro tutti", durante il quale i partecipanti saltano, corrono, si spingono e si prendono a spallate a vicenda. Questo sfogo collettivo si scatena tra la folla solitamente nei pressi del palcoscenico durante l'esecuzione di brani veloci e molto ritmati.
Poiché potenzialmente capace di causare danni e lesioni fisiche ai praticanti, il buon senso richiede accortezza durante lo svolgimento. Essendo infatti una pratica sregolata e piuttosto violenta c'è sempre la possibilità, per chi vi prende parte, di contrarre contusioni mentre balla. Nonostante questo vige un codice di comportamento non scritto volto a evitare di ferire i partecipanti.